# Neotama corticola
Neotama corticola är en spindelart som först beskrevs av Lawrence 1937.  Neotama corticola ingår i släktet Neotama och familjen Hersiliidae. Inga underarter finns listade i Catalogue of Life.